# Little Milton
Little Milton is een civil parish in het bestuurlijke gebied South Oxfordshire, in het Engelse graafschap Oxfordshire. In 2001 telde het civil parish 493 inwoners.